# Стерлінг (Огайо)
Стерлінг (англ. Sterling) — переписна місцевість (CDP) в США, в окрузі Вейн штату Огайо. Населення — 432 особи (2020).

## Географія
Стерлінг розташований за координатами 40°57′58″ пн. ш. 81°50′38″ зх. д. / 40.96611° пн. ш. 81.84389° зх. д. (40.966244, -81.843942).  За даними Бюро перепису населення США в 2010 році переписна місцевість мала площу 2,53 км², уся площа — суходіл.

## Демографія
Згідно з переписом 2010 року, у переписній місцевості мешкало 457 осіб у 170 домогосподарствах у складі 119 родин. Густота населення становила 181 особа/км².  Було 190 помешкань (75/км²).
Расовий склад населення:
| - 97,8 % — білих - 0,4 % — чорних або афроамериканців - 0,2 % — вихідців з тихоокеанських островів |

До двох чи більше рас належало 1,3 %. Частка іспаномовних становила 0,2 % від усіх жителів.
За віковим діапазоном населення розподілялося таким чином: 23,2 % — особи молодші 18 років, 67,4 % — особи у віці 18—64 років, 9,4 % — особи у віці 65 років та старші. Медіана віку мешканця становила 33,7 року. На 100 осіб жіночої статі у переписній місцевості припадало 100,4 чоловіків;  на 100 жінок у віці від 18 років та старших — 104,1 чоловіків також старших 18 років.
Середній дохід на одне домашнє господарство  становив 58 864 долари США (медіана — 42 813), а середній дохід на одну сім'ю — 70 321 долар (медіана — 54 250). За межею бідності перебувало 11,8 % осіб, у тому числі 17,9 % дітей у віці до 18 років та 0,0 % осіб у віці 65 років та старших.
Цивільне працевлаштоване населення становило 351 осіб. Основні галузі зайнятості: виробництво — 24,8 %, освіта, охорона здоров'я та соціальна допомога — 12,5 %, науковці, спеціалісти, менеджери — 12,3 %.